# Penitella fitchi
Penitella fitchi är en musselart som beskrevs av Turner 1955. Penitella fitchi ingår i släktet Penitella och familjen borrmusslor. Inga underarter finns listade i Catalogue of Life.